# Venyigeszú és a Plankton
A Venyigeszú és a plankton Boris Vian először 1946-ban megjelent regénye. Fordította: Bognár Róbert.
...eme magisztrális mű, vagyis a Venyigeszú stb. nem realista regény, mert minden, ami elbeszéltetik benne, valóban megesett. És vajon Zola regényeiről elmondhatni ezt?
A Venyigeszú és a plankton egyfelől egy „erkölcstelen” házibuli története, másfelől az agyilag fogyatékos bürokraták hivatali hétköznapjait ábrázolja.
A regény szereplői bájosan nimfomán lányok, hozzájuk illő válogatott jampecek, a minden őrültségre kapható dzsesszzenészek, az álnok Venyigeszú és Antiochio-Őrnagy, stb., és ezek mind a szving ritmusára rohannak a végzet felé. A féktelen orgia közben Őrnagy szerelembe esik, és feleségül is venné Óvadócot. Csak az a baj, hogy a lány szülei nem élnek, így a nagybácsijától kell megkérni a kezét, azonban Pharocq al-főmérnök folyton-folyvást a Hivatalban van (ahol beosztottjait kell sanyargatatnia). A szerelmesnek azonban semmi sem állhat az útjába.
Mindez a Vichy-kormány bornírt háttere előtt zajlik a németek által megszállt Franciaországban túlbuzgó kollaboránsok jelenléte közepette, akik még a németeknél is elszántabban ítélték el a dzsesszt.